# Osvaldo Cunha
Osvaldo Cunha (Pedreira, São Paulo; 22 de abril de 1943-Pedreira, São Paulo; 27 de febrero de 2024) fue un futbolista brasileño que jugó en la posición de lateral derecho.

## Equipos
| Periodo   | Club            |
| --------- | --------------- |
| 1961–1964 | Guarani FC      |
| 1965–1967 | São Paulo FC    |
| 1967–1970 | SC Corinthians  |
| 1971–1972 | América Mineiro |

## Logros
- Campeonato Mineiro: 1971[5]